# Parasmittina bimucronata
Parasmittina bimucronata is een mosdiertjessoort uit de familie van de Smittinidae. De wetenschappelijke naam van de soort is voor het eerst geldig gepubliceerd in 1884 door Hincks.